# 이오지마의 성조기

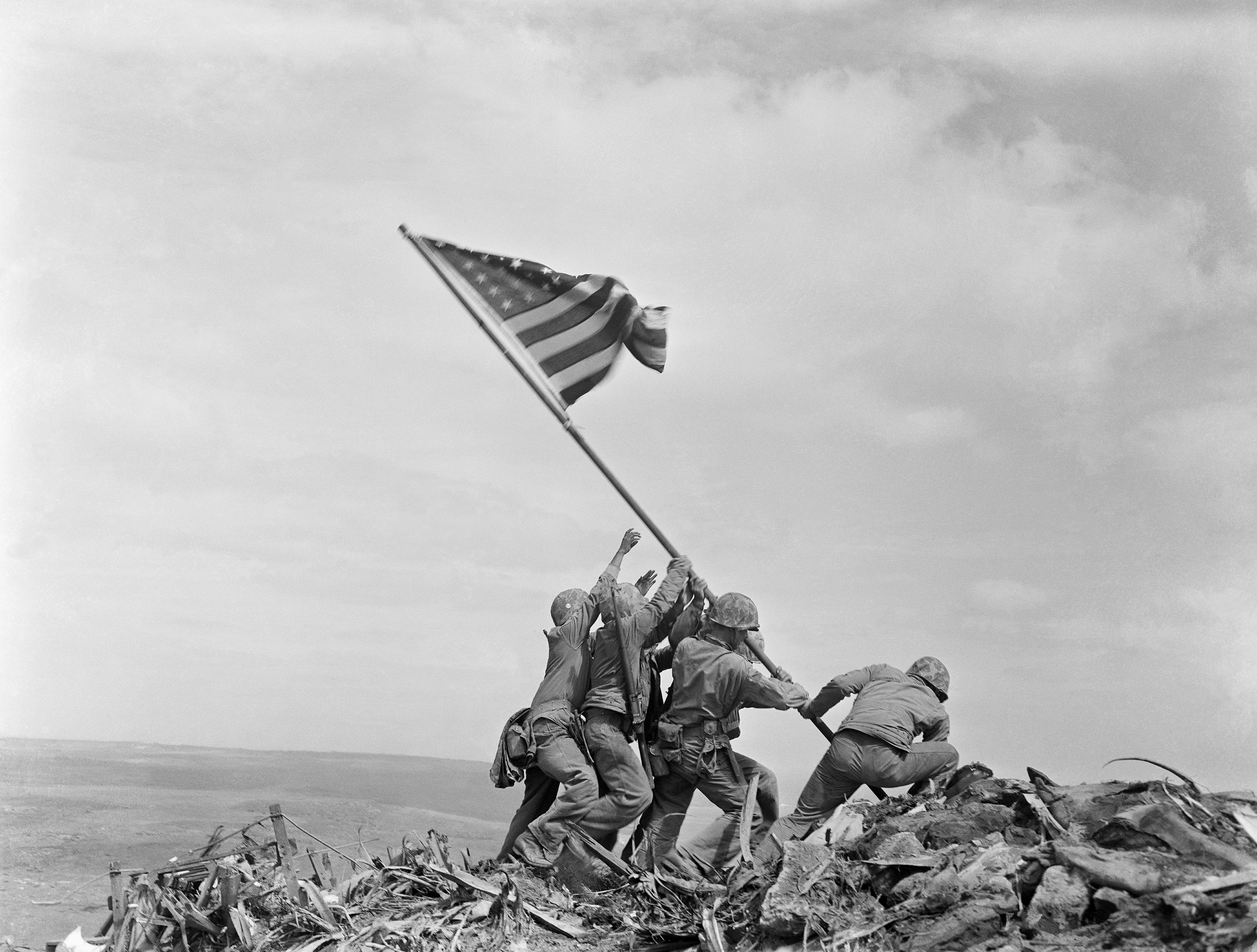
이오섬의 성조기

이오지마의 성조기(영어: Raising the Flag on Iwo Jima)는 제2차 세계 대전 중인 1945년 2월 23일에 조 로즌솔이 이오섬에서 촬영한 보도 사진이다.
5명의 미국 해병대원과 1명의 미 해군 병사가 이오지마 전투의 와중에 스리바치산 정상에 성조기를 세우는 모습을 촬영한 것으로 전 세계에서 가장 유명한 보도 사진 중 하나이다. 1945년 퓰리처상 사진 부문을 수상한 유일한 사진이다. 사진에 찍히고 있는 6명 중 마이클 스트랭크, 할론 블록, 프랭클린 수즐리는 이오섬에서 전사했지만, 다른 3명인 아이라 헤이스, 해럴드 슐츠, 해롤드 켈러는 생존하였다. 나중에 이 사진을 바탕으로 알링턴 국립묘지 근처에 해병대 전쟁 기념비가 세워졌다.
한편 이오섬의 성조기 게양자에 대해 두번의 정정이 있었고 그리하여 2016년에 존 브래들리가 아니고 해롤드 슐츠 그리고 2019년 러네이 개그넌이 아니고 해롤드 켈러가 실제 게양자로 확인되었다.